# Блесхајм
Блесхајм (фр. Blaesheim) насеље је и општина у источној Француској у региону Алзас, у департману Доња Рајна која припада префектури Стразбур Кампањ.
По подацима из 2011. године у општини је живело 1.279 становника, а густина насељености је износила 128,41 становника/km². Општина се простире на површини од 9,96 km². Налази се на средњој надморској висини од 150 метара (максималној 198 m, а минималној 146 m).

## Демографија
| 1962. | 1968. | 1975. | 1982. | 1990. | 1999. | 2011. |
| ----- | ----- | ----- | ----- | ----- | ----- | ----- |
| 692   | 754   | 908   | 934   | 1.000 | 1.369 | 1.279 |

График промене броја становника у току последњих година